# قسط (مكيال)
نصف الصاع سمي نصف الصاع قسطا كما سمي الميزان به والقسط العدل لان العدل يتهيأ به القسط يساوي رطلان وثلثان 2.66 رطل.
- عند الحنفية القسط= 1.625 كيلوغرام.
- وعند الجمهور القسط= 1.02 كيلوغرام.

## المصدر
- كتاب حقيقة الدينار والدرهم والصاع والمد لأبي العباس أحمد العزفي السبتي.
- علي جمعة المكاييل والموازين الشرعية.